# Alness (Fluss)
Der Alness, auch Averon, ist ein Fluss in der schottischen Council Area Highland beziehungsweise in der traditionellen Grafschaft Ross-shire.

## Beschreibung
Der Glass ist der Abfluss des auf einer Höhe von 193 Metern liegenden Loch Morie rund zwölf Kilometer nordwestlich der gleichnamigen Ortschaft Alness. Auf seinen ersten fünf Kilometern vornehmlich nach Osten fließend, dreht der Alness dann nach Südosten, um sich nach einem Lauf von 18 Kilometern bei Alness in den Cromarty Firth zu ergießen. Nach etwa fünf Kilometern nimmt der Alness das von links einmündende Black Water auf.
Ebenso wie bei Loch Morie wurde gegen Ende des 19. Jahrhunderts der reiche Forellenbestand des Alness erwähnt.

## Umgebung
Der Alness durchfließt eine weitgehend unbesiedelte Region der Highlands. Flussabwärts der Black-Water-Mündung steht das Schloss Ardross Castle.
Mehrere Brücken überspannen den Alness. Hiervon sind die Dalneich Bridge, welche die B9176 über den Fluss führt, die Alness Bridge im Ortszentrum sowie der Alness Railway Viaduct der Far North Line denkmalgeschützt. Nahe der Mündung quert die A9 den Alness, die vor Einrichtung der Ortsumfahrung die Alness Bridge nutzte.
Nahe der Mündung befindet sich rechts die Whiskybrennerei Teaninich, während die Dalmore-Brennerei am linken Ufer gelegen ist.